# ویلترود درکسل
ویلترود درکسل (انگلیسی: Wiltrud Drexel؛ زادهٔ ۱۶ اوت ۱۹۵۰) اسکی‌باز آلپاین اهل اتریش است.